# La Novela Porteña
La Novela Porteña. Publicación semanal literaria fue una publicación seriada de novelas cortas publicada en Buenos Aires entre los años 1922 y 1923.

## Descripción
Esta publicación, que aparecía semanalmente los días viernes se publicó entre los años 1922 y 1923, publicando un total de 55 libros que constaban de novelas cortas. La época mientras salió corresponde al auge de las llamadas "novelas semanales", que existieron en Buenos Aires, como La Novela Semanal y que buscaban dar difusión no solo a la literatura argentina sino también a jóvenes autores, al mismo tiempo que desarrollaban la lectura del público.
En sus inicios, y hasta el numero 18, esta colección estuvo dirigida por José M. Poza y Enrique Donadias, asumiendo la dirección luego Oscar R. Beltrán. Se editaba en los Talleres Gráficos de D. Gurfinkel, que era también donde se editaba el periódico La Razón.
El primer número salió publicado el 21 de abril de 1922, con el título "La mujer que se acordó de su sexo", del escritor Josué Quesada. Este libro tocaba el tema de las recientes huelgas de trabajadores rurales de Santa Cruz -sucesos que luego serían conocidos comúnmente como la Patagonia Rebelde-, desde el punto de vista patronal y afín a la Liga Patriótica Argentina, de la cual el autor era secretario.
En sus páginas aparecieron relatos cortos obra de autores de la época, entre cuyos nombres pueden citarse: Marcelo Peyret, Juan José de Soiza Reilly, Enrique Richard Lavalle, José Antonio Saldías, Héctor Pedro Blomberg, Josefina Crosa, Manuel L. Nogueira, Manuel María Oliver, José M. Pozo, Julio Escobar, Carlos Muñoz, Máximo Sáenz, Sofía Espíndola, Alfredo Bufano, López de Molina, Jacinto Benavente, Carlos Sanguinetti, José Gabriel, Santiago Maciel, Roberto Bracco, Rosana Moran, Carlos Enrique Ossorio, Miguel H. Escuder, entre otros.
El último número salió publicado el 4 de mayo de 1923, titulado "La mordaza", de Roberto Bracco.